# Rally de Tierra de Madrid
El Rally de Tierra de Madrid es el nombre genérico con el que se conocen a varias pruebas de rally organizadas en la Comunidad de Madrid y que han sido puntuables para distintos campeonatos como el Campeonato de España de Rally de Tierra, el Súper Campeonato de España de Rally, el Campeonato de Madrid de Tierra o la Copa de España de Rallyes de Tierra. Se disputó por primera vez en 1984 y recibió otros nombres como Rally RACE Madrid, Rally de Comunidad de Madrid-Las Rozas y Rallye de Tierra de Navalcarnero - Las Rozas. Las primeras ediciones fueron llevadas a cabo por el RACE.
Desde 2018 la prueba la organizaba el Automóvil Club Madrid Sport, siendo puntuable para el campeonato nacional. En 2019 la organización tuvo problemas con varias administraciones y, aunque se llevó a cabo un tramo, no pudo ser puntuable para el certamen nacional al no alcanzar el mínimo kilometraje. Debido a esto, la Real Federación Española de Automovilismo decidió cambiar de organizador para la edición 2020, eligiendo para ello a la Escudería Centro.

## Palmarés
| Año                         | Nombre                                       | Piloto               | Copiloto             | Automóvil                   | Series      |
| --------------------------- | -------------------------------------------- | -------------------- | -------------------- | --------------------------- | ----------- |
| 1984                        | Rally RACE - Madrid                          | Guillermo Barreras   | L. Barreras          | Renault 5 Turbo             | CERT        |
| 1985                        | Rally RACE Madrid                            | Juan Carlos Oñoro    | Juanjo Lacalle       | Opel Manta 400              | CERT        |
| 1986                        | Rally RACE Madrid                            | Carlos Sainz         | Antonio Boto         | Renault 5 Maxi Turbo        | CERT        |
| 1987                        | Rally RACE Madrid                            | Carlos Sainz         | Antonio Boto         | Ford RS200                  | CERT        |
| 1988                        | Rally RACE-Madrid                            | Gustavo Trelles      | Manuel Ortiz-Tallo   | Lancia Delta S4             | CERT        |
| 1989                        | 2.º Rally RACE-Madrid                        | Gustavo Trelles      | Arturo Fernández     | Lancia Delta S4             | CERT        |
| 1990                        | Rally de Madrid de Tierra                    | Guillermo Barreras   | Ramón Mínguez        | Citroën AX 4x4              | CERT        |
| 1991                        | 4.º Rally de Tierra de Madrid                | Antonio Rius         | Manuel Casanova      | Volkswagen Golf G60 Rallye  | CERT        |
| 1992                        | 5.º Rally de Tierra de Madrid                | Guillermo Barreras   | Ramón Mínguez        | Citroën AX 4x4 Proto Turbo  | CERT        |
| 1993                        | Rally RACE Madrid de Tierra                  | Claudio Aldecoa      | Giovanni Breda       | Ford Sierra RS Cosworth 4x4 | CERT        |
| 1995                        | Rally de Madrid de Tierra                    | Luis Climent         | José Antonio Muñoz   | Ford Escort RS Cosworth     | CERT        |
| 2002                        | Rally de Tierra de Madrid                    | Txus Jaio            | Lucas Cruz           | Ford Focus RS WRC '01       | CERT        |
| 2003                        | Rally de Tierra de Madrid                    | Txus Jaio            | Lucas Cruz           | Ford Focus RS WRC '01       | CERT        |
| 2004                        | Rally de Comunidad de Madrid-Las Rozas 1     | Flavio Alonso        | Víctor Pérez         | SEAT Ibiza 4x4 Proto        | CERT        |
| 2004                        | Rally de Comunidad de Madrid-Las Rozas 2     | Oriol Gómez          | Jordi Mercader       | Subaru Impreza STi N10      | CERT        |
| 2005                        | Rally de Comunidad de Madrid-Las Rozas 1     | Samuel Lemes         | Jonathan Lemes       | Mitsubishi Lancer Evo VIII  | CERT        |
| 2005                        | Rally de Comunidad de Madrid-Las Rozas 2     | Samuel Lemes         | Jonathan Lemes       | Mitsubishi Lancer Evo VIII  | CERT        |
| 2007                        | Rally de Tierra de Madrid 1                  | Dani Solà            | Óscar Sánchez        | Mitsubishi Lancer Evo IX    | CERT        |
| 2007                        | Rally de Tierra de Madrid 2                  | Dani Solà            | Óscar Sánchez        | Mitsubishi Lancer Evo IX    | CERT        |
| 2008                        | Rallye de Tierra de Navalcarnero - Las Rozas | Xavi Pons            | Guifré Pujol         | Mitsubishi Lancer Evo IX    | CERT        |
| Automóvil Club Madrid Sport |                                              |                      |                      |                             |             |
| 2018                        | 1.º Rallye de Tierra de Madrid - Kobe Motor  | Xavi Pons            | Rodrigo Sanjuan      | Škoda Fabia R5              | CERT        |
| 2019                        | 2.º Rallye de Tierra de Madrid               | Daniel Marbán        | Víctor M. Ferero     | Volkswagen Polo GTI R5      | FMA         |
| Escudería Centro            |                                              |                      |                      |                             |             |
| 2020                        | 1.º Rallye de Tierra de Madrid               | Pepe López           | Borja Rozada         | Citroën C3 R5               | S-CER, CERT |
| 2021                        | 2.º Rallye de Tierra de Madrid               | José Antonio Suárez  | Alberto Iglesias Pin | Škoda Fabia Rally2 evo      | S-CER, Copa |
| 2022                        | 3.º ACtronis Rallye Tierra de Madrid         | Alexander Villanueva | Víctor M. Ferrero    | Citroën C3 Rally2           | Copa        |